# 콘술 (소프트웨어)
콘술(Consul)은 DNS 기반 서비스 디스커버리를 위해 2014년 처음 출시된 소프트웨어이며 분산 키-값 저장, 세그멘테이션, 구성을 제공한다.
등록된 서비스와 노드들은 HTTP 인터페이스나 DNS 인터페이스를 사용하여 조회할 수 있다.

## 버전
CHANGELOG - GitHub
- 1.7.2 (2020년 3월 16일)
- 1.7.1 (2020년 2월 20일)
- 1.7.0 (2020년 2월 11일)
- 1.6.4 (2020년 2월 20일)
- 1.6.3 (2020년 1월 30일)
- 1.6.2 (2019년 11월 13일)
- 1.6.1 (2019년 9월 12일)
- 1.6.0 (2019년 8월 23일)
- 1.5.3 (2019년 7월 25일)
- 1.5.2 (2019년 6월 27일)
- 1.5.1 (2019년 5월 22일)
- 1.5.0 (2019년 5월 8일)
- 1.4.5 (2019년 5월 22일)
- 1.4.4 (2019년 3월 21일)
- 1.4.3 (2019년 3월 5일)
- 1.4.2 (2019년 1월 28일)
- 1.4.1 (2019년 1월 23일)
- 1.4.0 (2018년 11월 14일)
- 1.3.1 (2018년 11월 13일)
- 1.3.0 (2018년 10월 11일)
- 1.2.4 (2018년 11월 27일)
- 1.2.3 (2018년 9월 13일)
- 1.2.2 (2018년 7월 30일)
- 1.2.1 (2018년 7월 12일)
- 1.2.0 (2018년 6월 26일)
- 1.1.1 (2018년 11월 27일)
- 1.1.0 (2018년 5월 11일)
- 1.0.8 (2018년 11월 27일)
- 1.0.7 (2018년 4월 13일)
- 1.0.6 (2018년 2월 9일)
- 1.0.5 (2018년 2월 7일)
- 1.0.3 (2018년 1월 24일)
- 1.0.2 (2017년 12월 15일)
- 1.0.1 (2017년 11월 20일)
- 1.0.0 (2017년 10월 16일)
- 0.9.4 (2018년 11월 27일)
- 0.9.3 (2017년 9월 8일)
- 0.9.2 (2017년 8월 9일)
- 0.9.1 (2017년 8월 9일)
- 0.9.0 (2017년 7월 20일)
- 0.8.5 (2017년 6월 27일)
- 0.8.4 (2017년 6월 9일)
- 0.8.3 (2017년 5월 12일)
- 0.8.2 (2017년 5월 9일)
- 0.8.1 (2017년 4월 17일)
- 0.8.0 (2017년 4월 5일)
- 0.7.5 (2017년 2월 15일)
- 0.7.4 (2017년 2월 6일)
- 0.7.3 (2017년 1월 26일)
- 0.7.2 (2016년 12월 19일)
- 0.7.1 (2016년 11월 10일)
- 0.7.0 (2016년 9월 14일)
- 0.6.4 (2016년 3월 16일)
- 0.6.3 (2016년 1월 15일)
- 0.6.2 (2016년 1월 13일)
- 0.6.1 (2016년 1월 6일)
- 0.6.0 (2015년 12월 3일)
- 0.5.2 (2015년 5월 18일)
- 0.5.1 (2015년 5월 13일)
- 0.5.0 (2015년 2월 19일)
- 0.4.1 (2014년 10월 20일)
- 0.4.0 (2014년 9월 5일)
- 0.3.1 (2014년 7월 21일)
- 0.3.0 (2014년 6월 13일)
- 0.2.1 (2014년 5월 20일)
- 0.2.0 (2014년 5월 1일)
- 0.1.0 (2014년 4월 17일)

## 같이 보기
- 아파치 주키퍼
- 오픈 서비스 메시